# Selección de fútbol sala de los Países Bajos
La selección de fútbol sala de Países Bajos es el equipo que representa al país en la Copa Mundial de fútbol sala de la FIFA, en la Eurocopa de fútbol sala y en otros torneos internacionales; y es controlado por la Real Federación de Fútbol de los Países Bajos.

## Estadísticas

### Copa Mundial de Futsal FIFA
| Copa Mundial de fútbol sala de la FIFA | Copa Mundial de fútbol sala de la FIFA | Copa Mundial de fútbol sala de la FIFA | Copa Mundial de fútbol sala de la FIFA | Copa Mundial de fútbol sala de la FIFA | Copa Mundial de fútbol sala de la FIFA | Copa Mundial de fútbol sala de la FIFA | Copa Mundial de fútbol sala de la FIFA |
| Año                                    | Ronda                                  | J                                      | G                                      | E                                      | P                                      | GF                                     | GC                                     |
| -------------------------------------- | -------------------------------------- | -------------------------------------- | -------------------------------------- | -------------------------------------- | -------------------------------------- | -------------------------------------- | -------------------------------------- |
| 1989                                   | Subcampeón                             | 8                                      | 4                                      | 2                                      | 2                                      | 21                                     | 21                                     |
| 1992                                   | Segunda ronda                          | 6                                      | 3                                      | 1                                      | 2                                      | 15                                     | 15                                     |
| 1996                                   | Segunda ronda                          | 6                                      | 2                                      | 2                                      | 2                                      | 23                                     | 20                                     |
| 2000                                   | Segunda ronda                          | 6                                      | 3                                      | 0                                      | 3                                      | 17                                     | 20                                     |
| 2004                                   | No clasificó                           | No clasificó                           | No clasificó                           | No clasificó                           | No clasificó                           | No clasificó                           | No clasificó                           |
| 2008                                   | No clasificó                           | No clasificó                           | No clasificó                           | No clasificó                           | No clasificó                           | No clasificó                           | No clasificó                           |
| 2012                                   | No clasificó                           | No clasificó                           | No clasificó                           | No clasificó                           | No clasificó                           | No clasificó                           | No clasificó                           |
| 2016                                   | No clasificó                           | No clasificó                           | No clasificó                           | No clasificó                           | No clasificó                           | No clasificó                           | No clasificó                           |
| 2021                                   | No clasificó                           | No clasificó                           | No clasificó                           | No clasificó                           | No clasificó                           | No clasificó                           | No clasificó                           |
| 2024                                   | Octavos de final                       | 4                                      | 1                                      | 2                                      | 1                                      | 11                                     | 10                                     |
| Total                                  | 5/10                                   | 30                                     | 13                                     | 7                                      | 10                                     | 87                                     | 86                                     |

### Eurocopa de Fútbol Sala
| Eurocopa de Fútbol Sala | Eurocopa de Fútbol Sala | Eurocopa de Fútbol Sala | Eurocopa de Fútbol Sala | Eurocopa de Fútbol Sala | Eurocopa de Fútbol Sala | Eurocopa de Fútbol Sala | Eurocopa de Fútbol Sala |
| Año                     | Ronda                   | J                       | G                       | E                       | P                       | GF                      | GC                      |
| ----------------------- | ----------------------- | ----------------------- | ----------------------- | ----------------------- | ----------------------- | ----------------------- | ----------------------- |
| 1996                    | Sexto lugar             | 3                       | 0                       | 1                       | 2                       | 5                       | 8                       |
| 1999                    | Cuarto lugar            | 5                       | 1                       | 1                       | 3                       | 16                      | 19                      |
| 2001                    | Fase de grupos          | 3                       | 0                       | 1                       | 2                       | 3                       | 11                      |
| 2003                    | No clasificó            | No clasificó            | No clasificó            | No clasificó            | No clasificó            | No clasificó            | No clasificó            |
| 2005                    | Fase de grupos          | 3                       | 1                       | 0                       | 2                       | 8                       | 12                      |
| 2007                    | No clasificó            | No clasificó            | No clasificó            | No clasificó            | No clasificó            | No clasificó            | No clasificó            |
| 2010                    | No clasificó            | No clasificó            | No clasificó            | No clasificó            | No clasificó            | No clasificó            | No clasificó            |
| 2012                    | No clasificó            | No clasificó            | No clasificó            | No clasificó            | No clasificó            | No clasificó            | No clasificó            |
| 2014                    | Fase de grupos          | 2                       | 0                       | 0                       | 2                       | 1                       | 12                      |
| 2016                    | No clasificó            | No clasificó            | No clasificó            | No clasificó            | No clasificó            | No clasificó            | No clasificó            |
| 2018                    | No clasificó            | No clasificó            | No clasificó            | No clasificó            | No clasificó            | No clasificó            | No clasificó            |
| 2022                    | Fase de grupos          | 3                       | 1                       | 0                       | 2                       | 6                       | 9                       |
| Total                   | 6/12                    | 19                      | 3                       | 3                       | 13                      | 39                      | 71                      |

### Grand Prix de Futsal
| Grand Prix de Futsal | Grand Prix de Futsal | Grand Prix de Futsal | Grand Prix de Futsal | Grand Prix de Futsal | Grand Prix de Futsal | Grand Prix de Futsal | Grand Prix de Futsal |
| Año                  | Ronda                | J                    | G                    | E                    | P                    | GF                   | GC                   |
| -------------------- | -------------------- | -------------------- | -------------------- | -------------------- | -------------------- | -------------------- | -------------------- |
| 2005                 | No participó         | No participó         | No participó         | No participó         | No participó         | No participó         | No participó         |
| 2006                 | No participó         | No participó         | No participó         | No participó         | No participó         | No participó         | No participó         |
| 2007                 | Fase de grupos       | 3                    | 0                    | 3                    | 0                    | 6                    | 6                    |
| 2008                 | No participó         | No participó         | No participó         | No participó         | No participó         | No participó         | No participó         |
| 2009                 | No participó         | No participó         | No participó         | No participó         | No participó         | No participó         | No participó         |
| 2010                 | Fase de grupos       | 6                    | 3                    | 0                    | 3                    | 22                   | 16                   |
| 2011                 | Fase de grupos       | 6                    | 4                    | 0                    | 2                    | 22                   | 19                   |
| 2013                 | No participó         | No participó         | No participó         | No participó         | No participó         | No participó         | No participó         |
| 2014                 | No participó         | No participó         | No participó         | No participó         | No participó         | No participó         | No participó         |
| 2015                 | No participó         | No participó         | No participó         | No participó         | No participó         | No participó         | No participó         |
| 2018                 | No participó         | No participó         | No participó         | No participó         | No participó         | No participó         | No participó         |
| Total                | 3/11                 | 15                   | 7                    | 3                    | 5                    | 50                   | 41                   |

## Palmarés
- Torneo 4 Naciones de Futsal: 1

2006